# حمید رشید
حمید رشید (انگلیسی: Hameed Rashid؛ زادهٔ ۸ ژانویهٔ ۱۹۶۳) بازیکن فوتبال اهل عراق بود.
وی همچنین در تیم ملی فوتبال عراق بازی کرده‌است.